# 由布院玉の湯
由布院 玉の湯（ゆふいん たまのゆ）は、大分県由布市の由布院温泉にある温泉旅館。株式会社玉の湯が運営する。

## 概要
由布院温泉を代表する高級旅館で、亀の井別荘と並び由布院のまちづくりの一翼を担ってきた。亀の井別荘、山荘無量塔とともに、由布院御三家のひとつに数えられる。約10,000m2の敷地に、15棟18室の離れが点在する。客室内風呂・大浴場ともに天然掛け流しの温泉である。
- 客室数（すべて離れ）
  - 和洋室 - 16室
  - 和室 - 2室
- 所在地 - 由布市湯布院町川上2731-1

宿泊客以外も利用できる以下の施設が併設されている。
- 山里料理葡萄屋（レストラン）
- 由布院市（売店）
- ティールームニコル/Nicol's Bar（ティールーム/バー）

## 沿革
- 1953年（昭和28年） - 禅寺の保養所として設立。
- 1962年（昭和37年） - 合資会社玉の湯旅館設立。
- 1982年（昭和57年） - 株式会社玉の湯に組織変更。

1966年に、溝口薫平が妻の実家であった由布院玉の湯の経営に参加すると、もとは水田であった敷地に雑木林を造成するなどして、今日の由布院玉の湯を造り上げた。溝口家は由布院で代々続く庄屋の家系。薫平の妻・喜代子は油屋熊八の片腕で亀の井別荘を開いた中谷巳次郎の甥・直吉の娘。中谷健太郎とは従兄妹で、溝口家の養子となっていた。2002年に溝口薫平は第1回の観光カリスマに選ばれている。
2003年10月、溝口薫平は会長となり、長女の桑野和泉が社長に就任している。

## アクセス
- JR九州久大本線由布院駅から徒歩15分